# Lepidodexia fiebrigi
Lepidodexia fiebrigi är en tvåvingeart som först beskrevs av Günther Enderlein 1928.  Lepidodexia fiebrigi ingår i släktet Lepidodexia och familjen köttflugor.
Artens utbredningsområde är Paraguay. Inga underarter finns listade i Catalogue of Life.